# Julio Rey de las Heras
Julio Rey de las Heras (Madrid, 1900-1976), fue un actor español que desarrolló su carrera cinematográfica en los años cuarenta y primera mitad de los años cincuenta del siglo XX.
Aunque su filmografía no es muy extensa participó, sin embargo, en algunos títulos muy representativos de la historia del cine español.

## Carrera cinematográfica
Amigo personal del director José Luis Sáenz de Heredia comenzó con un pequeño papel de notario en la comedia ¡A mí no me mire usted! dirigida por éste en 1941. A partir de aquí aparece en títulos como Escuadrilla (Antonio Román, 1941), o Raza (José Luis Sáenz de Heredia, 1942) donde interpreta al capitán de navío Pedro Churruca,  padre de los hermanos Churruca, al principio del film. 
En 1942 intervino en La aldea maldita, nueva versión de Florián Rey de la mítica película muda que él mismo había rodado en 1930. Encarna ahora el personaje protagonista de Juan, probablemente el más importante de toda su carrera, haciendo pareja con Florencia Bécquer, actriz a quien vemos como Acacia, mujer de Juan. Florián Rey escenifica en esta película un melodrama rural desarrollado en el contexto de la emigración del campo a la ciudad producida en España durante el comienzo del siglo XX, para lo que se apoya de manera muy importante en la dirección de fotografía de Enrique Guerner.
Julio Rey de las Heras siguió dando vida a este tipo de personajes solemnes en otras películas como El abanderado (Eusebio Fernández Ardavín, 1943), Lola Montes (Antonio Román, 1944), Espronceda (Fernando Alonso Casares, 1945), o La princesa de los Ursinos dirigida por Luis Lucia y protagonizada por Ana Mariscal en 1947.
Igualmente abordó algún papel de comedia como el de Felipe en Tuvo la culpa Adán (Juan de Orduña, 1944), o también actuó en películas folclóricas, géneros estos para los que, sin embargo, la crítica actual considera que no reunía las cualidades más apropiadas.
Con un bagaje de apenas once películas Julio Rey de las Heras pone fin a su periplo como actor de cine en 1953 con Brindis al cielo (José Buchs, 1953).